# Fazzolettone

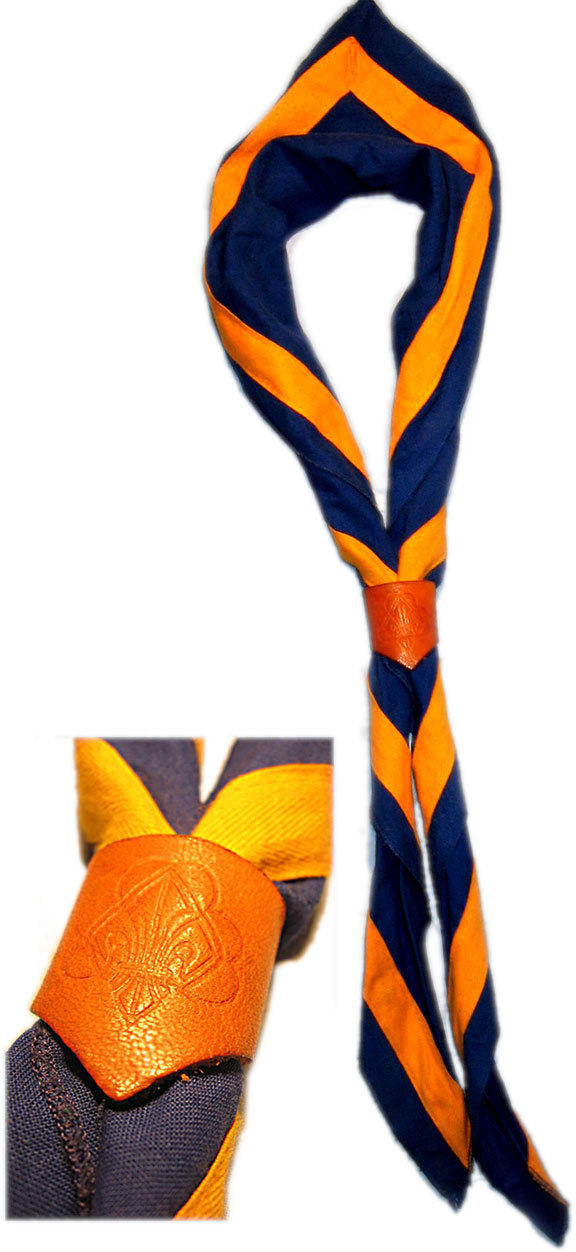
Un fazzolettone con particolare sul nodo

Il fazzolettone, o fazzoletto scout, è una parte dell'uniforme scout. È costituito da un triangolo rettangolo isoscele o quadrato di stoffa da indossare arrotolato, su se stesso, attorno al collo. Il fazzolettone è realizzato nei colori del gruppo.
Un altro termine molto usato anche nello scautismo di lingua italiana è il francese foulard (che è anche il termine ufficiale utilizzato nel Regolamento CNGEI).

## Utilizzo nello scautismo
Il fazzolettone nacque in origine come un indumento con finalità pratiche, così come le altre parti della uniforme scout; in particolare è utile per proteggere il collo dal sole, può essere usato come un comune fazzoletto, per ogni legatura leggera, quindi anche come benda per le fasciature di emergenza.
Più raramente, soprattutto per motivi storici, può essere un quadrato intero ripiegato a metà in diagonale.
Il fazzolettone è il simbolo di appartenenza a un gruppo scout, di cui riporta i colori. Poiché il fazzolettone e i distintivi corrispondenti vengono consegnati durante la cerimonia in cui si pronuncia la Promessa scout, a seguito della quale si diventa Scout e si entra quindi a far parte di un gruppo, il fazzolettone è talvolta impropriamente chiamato, per estensione, "Promessa". In alcuni branchi viene inoltre chiamato "Pelliccia" per dargli un nome attinente all'ambiente fantastico della giungla, anche se lo stesso termine viene utilizzato anche per riferirsi all'uniforme.
Il fazzolettone andrebbe portato soltanto da chi ha pronunciato la Promessa Scout (inclusa quella dei Lupetti e delle Coccinelle, e in tal caso non va tolto dal passaggio dal Branco/Cerchio al Reparto).

### Caratteristiche
I colori cambiano da gruppo a gruppo e spesso vengono scelti con un preciso significato simbolico, come possono essere ad esempio i colori della città, del quartiere, dell'associazione di appartenenza, oppure delle tre branche dello scautismo (giallo, verde, rosso). La stoffa di base del fazzolettone può essere mono o bicolore, senza nient'altro di aggiunto oppure con una o più fettucce di altro colore lungo il bordo. Se la fettuccia è cucita ad una certa distanza dal bordo, il fazzolettone si dice sarchiato. È raro trovarne qualcuno realizzato con stoffa a fantasia, ad esempio scozzese o a quadretti.

### Fazzolettoni particolari

#### Della comunità Foulard Bianchi
Il fazzolettone bianco con il trigramma NdL cucito sul risvolto simboleggia l'appartenenza alla comunità dei Foulards Blancs, in Italia Foulard Bianchi, una comunità trasversale a diverse associazioni scout italiane e internazionali, nata a Lourdes. Lo spirito che anima la comunità è quello del servizio a giovani, ai disabili e agli ammalati. 
Il fazzolettone è bianco come il colore delle lenzuola che avvolgono i malati. Viene realizzato con gli scampoli delle lenzuola degli ospedali di Lourdes.

#### Della Formazione Capi
- Fazzolettone Gilwell: viene consegnato, insieme ad altri simboli, a chi ha terminato un percorso di formazione capi riconosciuto dalle organizzazioni scout mondiali. È di color grigio tortora (grigio-rosato) all'esterno e arancione-rossiccio all'interno, a simboleggiare la brace che arde sotto la cenere, e sul diamante è apposto un rettangolo del tartan del Clan dei MacLaren, in ricordo della donazione effettuata da William De Bois MacLaren, che consentì l'acquisto della tenuta di Gilwell Park e la ristrutturazione dei primi edifici.

I partecipanti ai campi di formazione ricevono anch'essi un Fazzoletto.

#### Di incarico
In alcune associazioni chi ha un particolare incarico può scegliere di indossare un apposito fazzolettone, dato che non sempre queste persone fanno parte di un gruppo.
Nel CNGEI, ad esempio, sono :
- Colori del gruppo per il Capo Gruppo, il Vice Capo Gruppo, i Capi Unità, i Vice Capi Unità;
- Blu per i Senior
- Verde per il Commissario di Sezione e loro vice;
- Grigio per il Presidente di Sezione (PSez) e i membri del Comitato di Sezione (CoS);
- Viola per i Commissari Regionali (CReg);
- Grigio con bordatura tricolore i membri del Consiglio Nazionale (CN);
- I colori identificativi della Branca di riferimento per i Commissari Nazionali di Branca e i membri delle Commissioni Consultive (CoCon), cioè: 
  - Giallo per la Branca Lupetti;
  - Verde per la Branca Esploratori;
  - Rosso per la Branca Rover.

Vengono nel CNGEI inoltre utilizzati anche altri fazzolettoni identificativi per specifici campi od eventi, sia per adulti che per educandi, ad esempio alcuni sono:
- Rosso per i membri non formatori che svolgono servizio di supporto nei Campi Scuola
- Blu scuro per i Capi in formazione durante i Campi Scuola;
- Bianco per i delegati di Sezione alle Conferenze Progrmmatiche;
- Arancione per gli Esploratori che partecipano ai Campi per Capi Pattuglia;
- Verde smeraldo per gli Esploratori iscritti ai campi a partecipazione individuale Tecnicamp

#### Di evento
Negli eventi più importanti (specialmente nazionali o internazionali, come ad esempio il Jamboree) i partecipanti possono ricevere un fazzolettone di campo, che spesso è di base uguale per tutti e con qualche piccola variante a seconda dell'incarico o del sottocampo a cui si è assegnati.

#### Dell'accettazione
In alcuni gruppi è tradizione dare un fazzolettone bianco (oppure solo con il colore di base del gruppo, ma senza le fettucce) alle zampe tenere ed ai piedi teneri appena entrati rispettivamente nel branco o nel reparto. Questo, chiamato accettazione, viene consegnato a conclusione della cosiddetta cerimonia dell'accettazione.